# New Jersey (album)
New Jersey četvrti je album američkog rock sastava Bon Jovi, izdan 1988. godine odmah nakon Bon Jovi svjetske turneje. Nakon turneje, članovi sastava nisu uzeli odmor, već su otišli u Vancouver snimati novi materijal. Mnogi su mislili da je Slippery When Wet samo veliki hit koji se ne može ponoviti, a Bon Jovi su ih htjeli razuvjeriti.
Nakon što je album dovršen krenula je velika promocija albuma, koja je plasirala album direktno na #1 Billboarda gdje je proveo 4 tjedna. Isto tako to je bio i prvi njihov uradak koji je došao na #1 u Velikoj Britaniji. Album je bio mnogo ozbiljniji nego njegov prethodnik te su s njim prešli u ozbiljne glazbenike. Do danas se album u USA prodao u 7 milijuna primjeraka (drugi najprodavaniji njihov album u USA), a ukupno 17 milijuna (treći najprodavaniji ukupno).

## Popis pjesama
1. "Lay Your Hands On Me" (Bon Jovi/Sambora) – 6:00
2. "Bad Medicine" (Bon Jovi/Child/Sambora) – 5:16
3. "Born To Be My Baby" (Bon Jovi/Child/Sambora) – 4:40
4. "Living In Sin" (Bon Jovi) – 4:39
5. "Blood On Blood" (Bon Jovi/Child/Sambora) – 6:16
6. "Homebound Train" (Bon Jovi/Sambora) – 5:10
7. "Wild Is The Wind" (Bon Jovi/Child/Sambora/Warren) – 5:08
8. "Ride Cowboy Ride" (Captain Kidd/King Of Swing) – 1:25
9. "Stick To Your Guns" (Bon Jovi/Knight/Sambora) – 4:45
10. "I'll Be There For You" (Bon Jovi/Sambora) – 5:46
11. "99 In The Shade" (Bon Jovi/Sambora) – 4:29
12. "Love For Sale" (Bon Jovi/Sambora) – 3:58

## Izvođači

### Bon Jovi
- Jon Bon Jovi 	 -  vokali, akustična gitara, usna harmonika, udaraljke
- Richie Sambora	 -  glavna, ritam, akustična i 12-string gitara, mandolina, prateći vokali
- David Bryan	 -  klavijature, prateći vokali
- Alec John Such	 -  bas-gitara, prateći vokali
- Tico Torres 	 -  bubnjevi, udaraljke

### Ostali izvođači
- John Allen	 	 -  projekcija
- Peter Berring	 	 -  aranžman vokala
- Joanie Bye	 	 -  prateći vokali
- Chris Cavallaro	 -  projekcija
- Bruce Fairbairn	 -  udaraljke, rog, producent
- Scott Fairbairn	 -  violončelo
- Lovena Fox	 	 -  vokali
- Linda Hunt	 	 -  prateći vokali
- Cecille Larochelle	 -  prateći vokali
- Sue Leonard	 	 -  prateći vokali
- George Marino	 	 -  projekcija za digitalno obrađivanje
- Goudin Dido Morris	 -  udaraljke
- Audrey Nordwell	 -  violončelo
- Bob Rock	 	 -  projekcija, miks
- The Sweet Thing	 -  vokalni suradnik
- Hugh Syme	 	 -  likovni rad, dizajn
- Chris Taylor	 	 -  asistent projekcije
- Joani Taylor	 	 -  prateći vokali
- Tim White	 	 -  fotografija
- Cameron Wong	 	 -  fotografija